# Notre-Dame de la Garde
Notre-Dame de la Garde o Nostra Senyora de la Guàrdia (en occità, Nòstra Dòna de la Gàrdia) és un santuari de la religió catòlica dedicat a la Mare de Déu, que es troba a Marsella, França. Situat dalt d'un turó de 149 metres d'alçada des del qual es domina una extensa vista panoràmica de la ciutat i del seu port, és un dels llocs més emblemàtics de Marsella.
Es creu que en temps pre-cristians, en aquest turó ja hi va haver un lloc de culte. L'existència d'una capella dedicada a la Mare de Déu és documentada des del segle xiii. Al segle xvi el turó de la Garde va ser fortificat. Va ser al segle xix quan es va construir la basílica actual, segons projecte de l'arquitecte Henry-Jacques Espérandieu. La primera pedra es va posar el 1853. L'església va ser consagrada el 1864, però encara no era acabada del tot. El 1879 va ser declarada basílica menor. L'acabament de l'obra es va produir el 1897.
L'edifici és representatiu de l'historicisme arquitectònic del segle xix. És d'estil romànico-bizantí, com la catedral de Marsella. A l'exterior destaca per l'alternança de filades de pedra blanca i de marbre verd de Florència, així com pel campanar de 41 metres d'alçada coronat per una imatge de la Mare de Déu de metall daurat (11 metres d'alçada) obra de l'escultor Eugène-Louis Lequesne i popularment coneguda com La Bonne Mère (La Bona Mare). A l'interior sobresurt el ric revestiment de mosaics concebuts pel taller de mosaics Mora de Nimes i realitzats per la Società Musiva Veneziana. La presència de nombrosos exvots reflecteix l'arrelament popular de la devoció a Notre-Dame de la Garde, particularment entre els pescadors i els mariners.
Sota l'església principal s'hi troba una cripta. Hi ha, així mateix, un museu dedicat a la història del santuari.